# 桂りょうば
桂 りょうば（かつら りょうば、1972年3月3日 - ）は、上方落語家、ドラマー。本名、前田 一知（まえだ かずとも）。血液型はB型。父は2代目 桂枝雀、母はかつら枝代、弟はCUTT（ミュージシャン）。

## 来歴
1972年3月3日 2代目桂枝雀の長男として生まれる。当時、実家は兵庫県伊丹市にあった。1年ほどで大阪府豊中市に引っ越した。
3、4歳の頃は夕方になると稽古を終えた父に自転車に乗せられ、銭湯（内風呂はあったが通っていた）、飲み屋、パチンコに順に連れられるのが日常だったという。5歳頃からは、父から大阪に電話で呼び出されて飲み屋で父の話を聞きながら一緒に食事し、最後はタクシーで帰宅する（自宅近くの道案内はりょうばがした）ようになり、小学2年生頃まで続く。その頃は寝るときには父の落語のレコードをよく聴き、夜中に目覚めると父が自ら落語を話して寝かしつけていた。
小学3、4年生頃には鉄道が好きになり、それを聞いた父に連れられてブルートレインで新潟まで行き、新潟では水族館を見た程度で特急電車で大阪まで戻ったこともあった。上方落語協会のプロフィールには「趣味」の一つに「鉄道」が挙げられている。
落語家の父を持つ故、家庭には「一般社会」とは違う感覚があったと述べており、小学生の時に父が地方公演の土産で持ち帰ったわら草履に絣の着物で登校したらかっこうええという話になり、自身はおかしいと思いながらも「そう言わざるを得ない状況」で同意したものの、翌朝母が学校に相談した結果、実行はしなかった。それでも雪駄を履いて登校した経験はあり、自分の家庭と世間一般とのギャップを感じるようになったのは「十八、九になってから」と述べている。
1990年頃に劇団笑殺軍団リリパットアーミーに入団。1995年にはshameに加入した。この時期(1998年)に大阪から東京に移ったという。
2002年、グルグル映畫館にサポート参加、2003年に正式加入する。
2008年にSHAMEから脱退。同年秋頃、松尾貴史、東野ひろあきと再会する。須田泰成の運営するカフェ「スローコメディファクトリー」での東野の月例トークイベントに参加、東野に対してアシスタントとなることを申し出て、2009年頃に自らのトークイベントもおこなうようになった。
この頃、父の枝雀の落語を改めて音源から聴く機会があり、その面白さに衝撃を受ける。2010年に月亭方正らと勉強会に参加し、トークイベントと並行してアマチュア落語を披露し始める。2011年には東野ひろあきと交流が活発になり、彼のフォークバンドにたびたび出演した。
2015年8月16日、父の弟弟子に当たる2代目 桂ざこばに入門する。2016年1月、動楽亭「昼席」にて初舞台。同年8月に1年という異例の早さで年季明けし、本格的な活動を始める。
2017年4月、東京で第一回「桂りょうば落語会」を開催。
2018年には音曲漫才を試み始める。
2019年4月1日、朝日放送ラジオにて「桂りょうばの落語トラベル」と題した冠番組を始める。7月12日には、第一回「動楽亭のりょうば」を開催。
2020年12月17日、MBSラジオにて「あどりぶラヂオ」(2時間10分)を敢行、2日後の19日には「新●動楽亭のりょうば」を開催した。
2021年1月1日 朝日放送ラジオ「桂りょうばの落語トラベル」新春スペシャル(1時間半)で父と時空を超えた共演を行う。1月30日、第119回 ABCラジオ「上方落語をきく会」に出演。、三席をネタ下ろしする。演目は「普請ほめ」「遊山舟」「天神山」。

## 主に演じられるネタ
子ほめ、強情灸、ろくろ首、胴斬り。
他に演じたことのある噺として、東の旅 発端、鷺とり、つる、阿弥陀池、米揚げ笊、花筏、稲荷俥、貧乏神、蜆売り、試し酒、道具屋、義眼、片棒、秘伝書、幽霊の辻、あくびの稽古、七度狐（煮売り屋）、蝦蟇の油、金明竹、雨乞い源兵衛、帰り俥、普請ほめ、まめだ、般若寺の陰謀、遊山船、天神山がある。

## 家族
- 2代目 桂枝雀（父）
- かつら枝代（母）
- CUTT（弟）
- 妻 - 上京前の大阪時代から同棲していた同い年の女性と30歳の時に結婚

## 出演

### 桂りょうばとして

#### ラジオ
- 桂りょうばの落語トラベル（ABCラジオ、2019年4月1日～ ）

#### 広告
- ヤマハ『桂りょうば DTXdrumsへの旅 【電子ドラム】』（youtube、2021年9月17日～ ）